# Avon Championships of California 1981
L'Avon Championships of California 1981 è stato un torneo di tennis giocato sul sintetico indoor. È stata la 11ª edizione del torneo, che fa parte del WTA Tour 1981. Si è giocato all'Oakland-Alameda County Coliseum Arena di Oakland negli USA dal 9 al 15 febbraio 1981.

## Campionesse

### Singolare
Andrea Jaeger ha battuto in finale  Virginia Wade con il punteggio di 6–3, 6–1.

### Doppio
Rosemary Casals /  Wendy Turnbull hanno battuto in finale  Martina Navrátilová /  Virginia Wade con il punteggio di 6–1, 6–4.